# بنجامين ألين
بنجامين ألين (بالإنجليزية: Benjamin Allen)‏ هو سياسي أمريكي، ولد في 28 أغسطس 1807، وتوفي في 5 يوليو 1873. انتخب عضو مجلس ولاية ويسكونسن.